# Kirjat Ata
Kirjat Ata (hebrejsky קריית אתא, v oficiálním přepisu do angličtiny Qiryat Atta, přepisováno též Kiryat Ata) je město v Izraeli, v Haifském distriktu.

## Geografie
Leží v nadmořské výšce 5 metrů v aglomeraci Haify, cca 12 kilometrů východně od jejího centra. Kirjat Ata je součástí hustě zalidněného sídelního pásu takzvaných "Krajot", tedy rezidenčních městských sídel lemujících vlastní Haifu v prostoru Haifského zálivu. V bezprostředním okolí města se rozkládají ale i zbytky intenzivně obhospodařované zemědělské krajiny. Západně od obce začíná krátký vodní tok Nachal Gdora, který pak u Haify ústí do řeky Kišon. Osídlení v tomto regionu je v naprosté většině židovské, pouze dál na východ začínají arabská města v Galileji jako například Šfar'am.
Kirjat Ata je na dopravní síť napojena pomocí lokální silnice číslo 780, která na jihu ústí do dálnice číslo 70, jež slouží jako jihovýchodní obchvat obce a zároveň odvádí kapacitní dopravu směrem k centru Haify. Západním směrem pak uliční síť Kirjat Ata přímo navazuje na další sídla v aglomeraci Haify. Vede tudy dálnice číslo 44. Tu by měla nahradit budovaná dálnice číslo 22, která má spojit centrum Haify se severními předměstími Krajot. Čtyřkilometrový úsek od Haifského přístavu k ústí řeky Kišon byl dokončen roku 2005, zbývajících 15 kilometrů ještě zbývá dostavět. Již v roce 2009 ale byly stavební práce zadány na základě výběrového řízení firmě Šafir.

## Dějiny do roku 1948
Kirjat Ata byla založena roku 1925. Respektive onoho roku byla založena osada Kfar Ata (כפר עטה), jejímž sloučením s osadou Kirjat Binjamin (קרית בנימין) založenou roku 1937 provedeným roku 1965 vznikla nynější obec v stávajících hranicích a se stávajícím jménem.
Kfar Ata vznikla v době čtvrté aliji. Nákupy potřebných pozemků v této oblasti tehdy prováděla americká organizace Kehilat Cijon (קהילת ציון). Vlastními zakladateli osady ale byli Židé z Polska. Jejich zástupci v zimě 1924 prováděli společně s Jehošu'ou Chankinem obhlídku zdejšího regionu, který byl tehdy bahnitým močálem. Delegace se nicméně rozhodla, že od zdejších arabských majitelů vykoupí 10 000 dunamů (10 kilometrů čtverečních) zemědělské půdy. Na podzim 1925 se tu pak usadili první stálí obyvatelé. Až do roku 1927 přitom na zdejších pozemcích přebývali někteří arabští nájemci půdy, kteří pak byli vysídleni. Osadníci čelili potížím, protože jim chybělo zemědělské vzdělání. Většina z nich se v původním bydlišti zabývala obchodem. Roku 1926 navíc na vesnici dopadla ekonomická krize, která tehdy zasáhla celou britskou Palestinu. Někteří obyvatelé odešli a vrátili se do Polska. Jiní, kteří zde předem zakoupili pozemky, se vůbec nepřistěhovali. Počet obyvatel obce klesl ke 20. V roce 1929 navíc v Palestině vypukly arabské nepokoje. Vesnice Kfar Ata a nedaleká Kfar Chasidim kvůli tomu vytvořily společný signalizační a obranný systém. V srpnu 1929 přesto došlo k útokům na tyto vesnice a zdejší židovské obyvatelstvo muselo být částečně evakuováno.

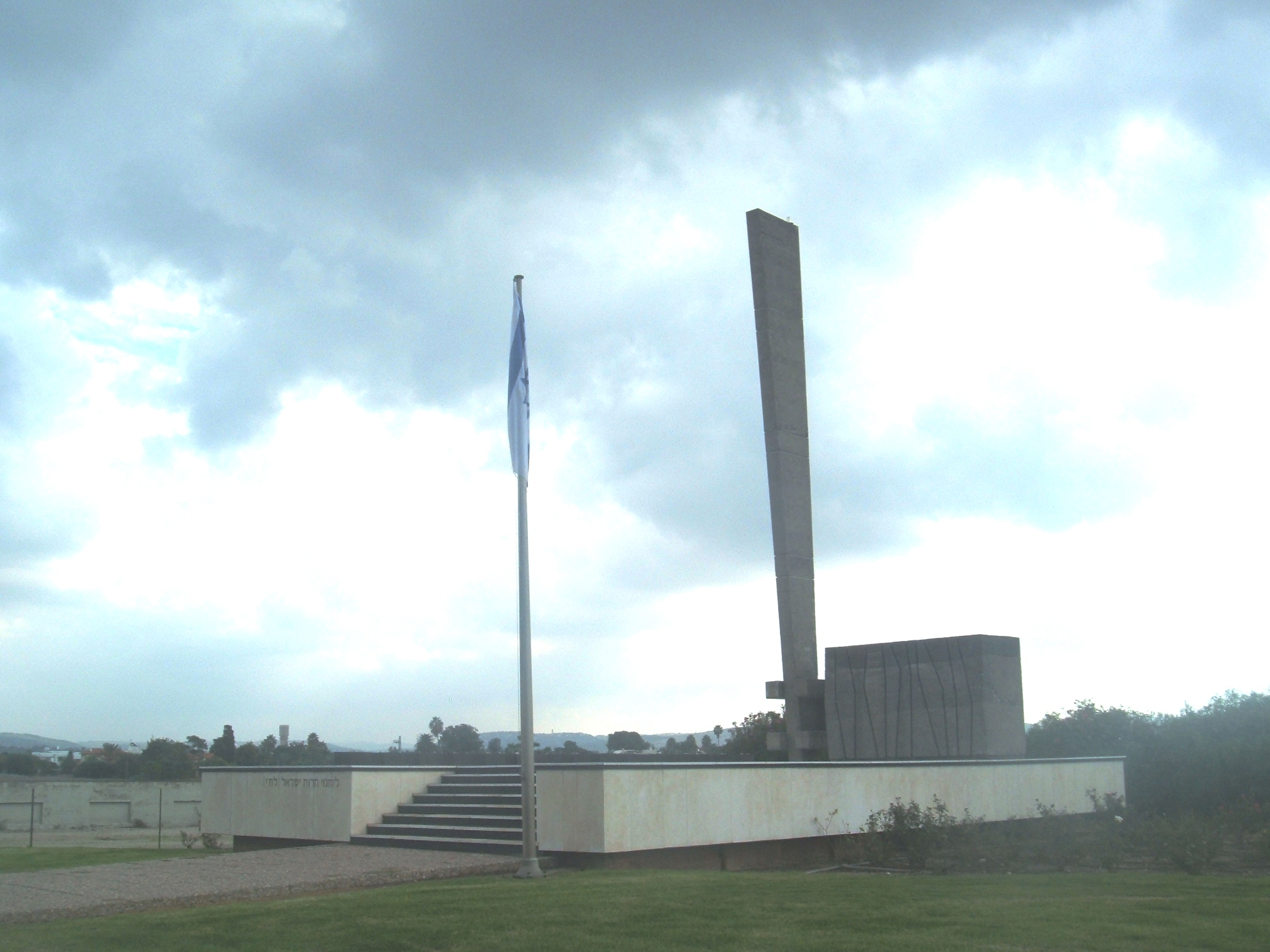
Památník na aktivity radikální židovské organizace Lechi v 40. letech 20. století nedaleko Kirjat Ata

Po roce 1930 se růst obce obnovil. Roku 1935 zde byla otevřena první základní škola. Zároveň došlo v Haifském zálivu k zřízení několika dalších židovských sídel, která se propojovala do souvislého bloku. Roku 1933 dokončily britské úřady výstavbu nové silnice Haifa-Šfar'am. Roku 1937 vznikla jihozápadně od Kfar Ata nová osada Kirjat Binjamin s vysokým věžovitým zásobníkem na vodu jako svou dominantou. Plány na její rychlý rozvoj ale selhaly kvůli propuknutí dalšího arabského povstání po roce 1936. Některé pozemky v této osadě zůstávaly nevyužité a teprve roku 1951 byla Kirjat Binjamin povýšena na místní radu (malé město). Už roku 1941 získala statut místní rady Kfar Ata, která do té doby fungovala jako soukromě hospodařící zemědělská vesnice typu mošava.
Během první arabsko-izraelské války v dubnu 1948 ovládly okolí Kfar Ata židovské síly a dobyly i okolní arabské vesnice. Vesnice Wa'arat al-Sarris, která se nacházela na severním okraji nynějšího města Kirjat Ata byla vysídlena a její zástavba zničena. Šlo o menší sídlo, ve kterém k roku 1948 žilo 220 obyvatel (populace této arabské vesnicevýrazně poklesla již během 30. let 20. století). Její součástí byla i osada Khirbat Sa'sa, rovněž roku 1948 vysídlená. Část správního území těchto zaniklých obcí pak byla připojena ke Kfar Ata. V červenci 1948 pak izraelská armáda dobyla i sousední arabské město Šfar'am (to ale nebylo vysídleno) a celou centrální část Galileje.

## Dějiny po roce 1948
V poválečném období byl dokončen proces proměny Kfar Ata ze zemědělské v městskou obec. Již od 30. let se zde usazovaly průmyslové podniky, zejména ביח"ר "אתא - svého času největší textilní továrna v Izraeli s 1600 zaměstnanci. Přišla sem řada židovských imigrantů, pro které zde vyrostl provizorní tábor (Ma'abara). V roce 1965 pak došlo ke sloučení Kfar Ata a Kirjat Binjamin do jedné obce pod názvem Kirjat Ata, která pak roku 1969 získala status města. U města se nachází průmyslová zóna s 241 firmami.

## Demografie
Podle údajů z roku 2009 tvořili naprostou většinu obyvatel Židé - cca 47 000 osob (včetně statistické kategorie "ostatní", která zahrnuje nearabské obyvatele židovského původu ale bez formální příslušnosti k židovskému náboženství, cca 50 600 osob).
Kirjat Ata je větší sídlo městského typu s trvalým růstem, který se ale počátkem 21. století zpomalil. K 31. prosinci 20143 zde žilo 54 300 lidí. V 90. letech zažilo Kirjat Ata příliv židovských přistěhovalců z bývalého SSSR, což vedlo některé místní náboženské autority ke kritice. Hlavní městský rabín Schulsinger prohlásil, že městu hrozí kvůli výrazně sekulárním přistěhovalcům úpadek a že Kirjat Ata začíná připomínat spíš předměstí Oděsy. Populace města má výhledově dosáhnout 100 000.
| Rok            | 1931 | 1935 | 1943  | 1948  | 1950  | 1955   | 1961   | 1972   | 1980   | 1983   | 1990   |
| -------------- | ---- | ---- | ----- | ----- | ----- | ------ | ------ | ------ | ------ | ------ | ------ |
| Počet obyvatel | 33   | 400  | 1 600 | 4 845 | 8 000 | 16 300 | 19 162 | 26 796 | 31 700 | 32 937 | 38 900 |

| Rok            | 1993   | 1994   | 1995   | 1996   | 1997   | 1998   | 1999   | 2000   |
| -------------- | ------ | ------ | ------ | ------ | ------ | ------ | ------ | ------ |
| Počet obyvatel | 41 800 | 42 668 | 43 400 | 44 800 | 45 700 | 46 400 | 47 700 | 48 200 |

| Rok            | 2001   | 2002   | 2003   | 2004   | 2005   | 2006   | 2007   | 2008   | 2009   | 2010   | 2011   | 2012   | 2013   | 2014   |
| -------------- | ------ | ------ | ------ | ------ | ------ | ------ | ------ | ------ | ------ | ------ | ------ | ------ | ------ | ------ |
| Počet obyvatel | 48 600 | 48 800 | 48 900 | 48 900 | 49 200 | 49 500 | 49 700 | 49 936 | 50 651 | 50 900 | 52 000 | 52 700 | 53 400 | 54 300 |